# جاکومو آلمیرانته
جاکومو آلمیرانته (ایتالیایی: Giacomo Almirante؛ ۱۲ سپتامبر ۱۸۷۵ – ۱۲ ژانویه ۱۹۴۴) بازیگر اهل پادشاهی ایتالیا بود.
از فیلم‌های او می‌توان به دورا نلسون اشاره کرد.